# Тарзални мишићи
Тарзални мишићи (лат. musculus tarsalis superior et inferior) – горњи и доњи - су парни мишићи главе. Изграђени су од глатке мускулатуре и налазе се у периферном делу одговарајућег очног капка. Њихова влакна су постављена уздужно и горњи мишић је нешто боље развијен од доњег.
Инервишу их симпатичке гране, које потичу из цилијарног ганглиона. Основна функција мишића је одржавање нормалне ширине међукапачног отвора и асистенција при деловању подизача горњег капка. У случају неких обољења (нпр. Хорнеров синдром) или оштећења поменутих нерава може доћи до спуштања капка, односно стања познатог као птоза.